# 포그스

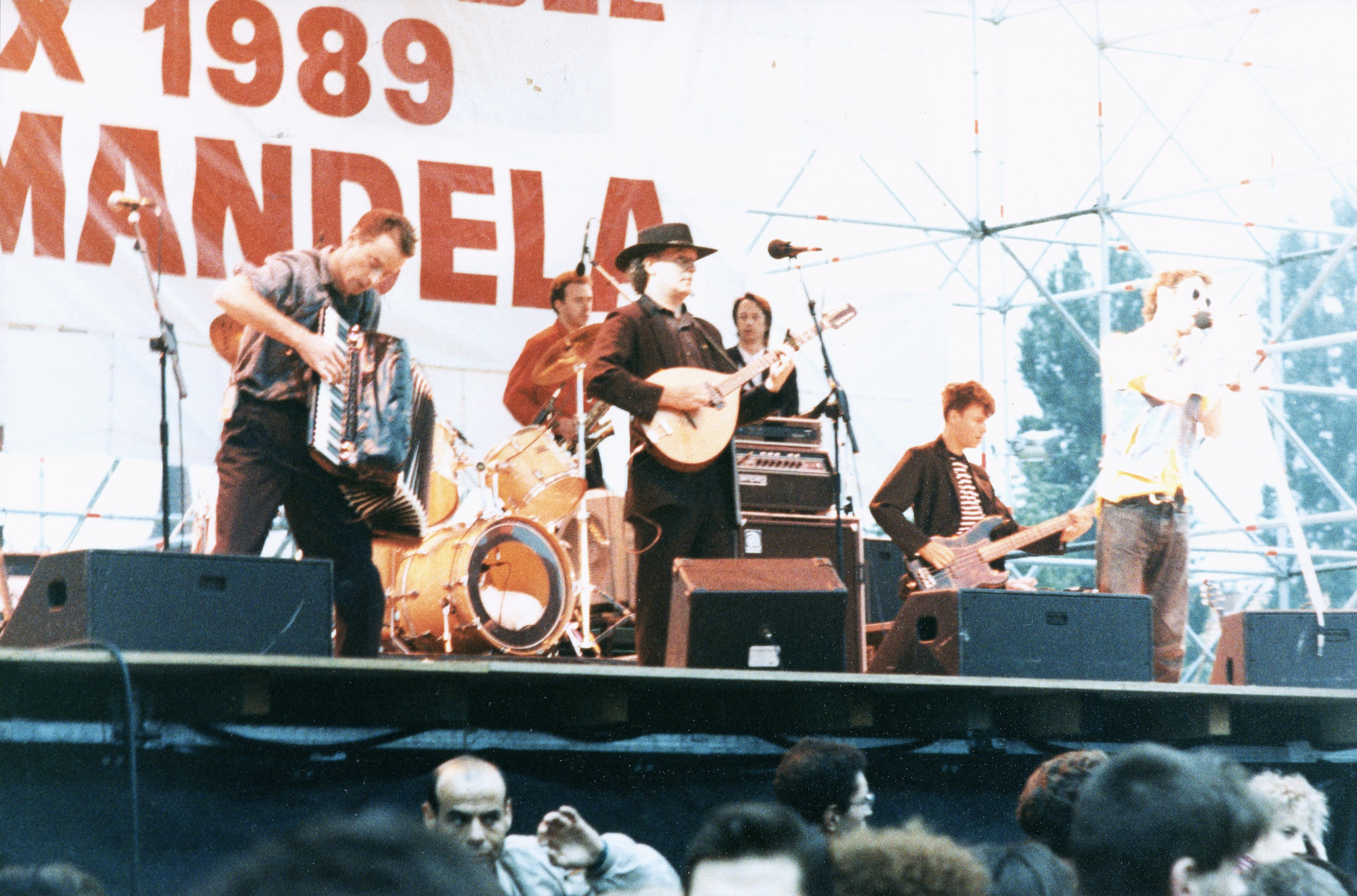
1989년 포그스의 공연 모습

포그스(영어: The Pogues)는 1982년 런던 킹스크로스에서 결성된 잉글랜드 혹은 앵글로-아일랜드계 켈틱 펑크 밴드이다. 초창기에는 제임스 조이스가 남긴 말인 "내 엉덩이에 키스해"(póg mo thóin)을 비슷한 영어로 대치시킨 포그 마혼(Pogue Mahone)이란 이름을 사용하기도 했다. 펑크 록의 영향을 받았고 틴 휘슬, 밴조, 시턴, 만돌린, 아코디언 등의 악기를 융합한 음악으로 잘 알려진 밴드는 처음에는 전통 아일랜드 음악계에서는 좋지 않은 평가를 받았지만(토미 메이컴은 밴드를 "아일랜드 음악을 강타한 가장 큰 재앙"이라고 언급했다), 이후에는 아일랜드 민요에 활력을 불어넣었다는 평가를 받는다. 이후에는 재즈, 플라멩코, 중동의 음악 등 다른 전통 음악의 영향을 섞은 음악을 보여주기도 했다.
밴드는 런던의 펍과 클럽에서 연주를 시작했으며, 활기차고 시끄러운 라이브로 유명해졌다. 이후 1984년 더 클래시의 오프닝 공연으로 더 많은 주목을 받았고, 스코틀랜드 게일어 화자들의 불만에 따라 BBC의 검열을 피하기 위해 이름을 포그스로 변경했고 1984년 10월 데뷔 저유 음반 《Red Rose for Me》를 발매했다. 아일랜드 극작가인 숀 오케이시의 1942년 희곡에서 이름을 딴 음반으로, 〈Dark Streets of London〉, 〈Streams of Whiskey〉, 〈Boys from the County Hell〉 등의 노래는 아일랜드의 전통 노래와 셰인 맥고원의 자작곡을 혼합한 형태를 보였다. 엘비스 코스텔로가 프로듀싱한 포그스의 두 번째 음반 《Rum Sodomy & the Lash》는 1985년 8월에 발매됐으며, 맥고원이 작곡한 〈A Pair of Brown Eyes〉, 〈Sally Maclennane〉, 〈The Sick Bed of Cúchulainn〉, 이완 맥콜의 〈Dirty Old Town〉과 에릭 보글의 〈And the Band Played Waltzing Matilda〉 등이 포함되어 있었다. 1986년, 밴드는 코스텔로가 프로듀싱한 EP 《Poguetry in Motion》을 발매했으며, EP에는 〈The Body of an American〉과 〈A Rainy Night in Soho〉 등이 수록되어 있다.
1987년 포그스가 더 더블리너스와 함께 작업한 민요 〈The Irish Rover〉의 편곡은 아일랜드 차트에서 1위, 영국에서 8위를 차지했다. 두 밴드는 아일랜드의 레이트 레이트 쇼와 영국의 톱 오브 더 팝스에서 노래를 연주했다. 1987년 말, 포그스는 맥고원과 젬 파이너가 공동으로 작곡하고 맥고원과 커스티 맥콜이 듀엣으로 녹음한 크리스마스 싱글 〈Fairytale of New York〉을 발매하여 아일랜드에서 1위, 영국에서 2위를 기록했으며, 영국 및 아일랜드에서 유명한 크리스마스 대중음악 중 하나로 꼽히고 있다. 2022년 12월에는 영국에서 300만 장을 판매하여 인증을 받았다. 〈Fairytale of New York〉은 이후 평론가들의 극찬과 상업적으도 성공한 밴드의 세 번째 정규 음반 《If I Should Fall from Grace with God》(1988)에 수록됐으며, 이 음반에는 〈Thousands Are Sailing〉, 〈Fiesta〉와 시위 노래 〈Streets of Sorrow/Birmingham Six〉도 포함되어 있었다. 포그스는 맥고원이 참여한 음반 두 장—〈White City〉와 〈Misty Morning, Albert Bridge〉가 포함된 《Peace and Love》(1989)와 〈Sunny Side of the Street〉과 〈Summer in Siam〉이 수록된 《Hell's Ditch》(1980)—을 더 발매하였지만, 1991년 투어 중 맥고원의 마약과 알코올 의존증으로 인해 라이브 공연 능력에 점점 더 영향을 미치면서 맥고원을 해고했다.
밴드는 맥고원이 떠난 후에도 계속되었는데, 처음에는 조 스트러머와 함께, 이후에는 오래 밴드 멤버로 활동했던 스파이더 스테이시가 프론트맨으로 참여하여 《Waiting for Herb》(1993)라는 새 음반을 발매했다. 이후 1996년 발매한 일곱 번째이자 마지막 정규 음반 《Pogue Mahone》이 상업적으로나 평가로나 좋지 않은 반응을 얻자 해체했다. 맥고원을 포함한 포그스는 2001년 말 재결합하여 투어를 하였으며, 영국과 아일랜드 전역에서 정기적으로 공연을 지속했다. 또한 미국 동부와 유럽 본토에서의 투어를 진행했다. 결성 30주년을 기념하기 위해 라이브 음반 및 콘서트 비디오 《The Pogues in Paris: 30th Anniversary》와 모든 정규 음반의 리마스터 버전, 그리고 이전에 공개되지 않은 라이브 음반이 포함된 박스 세트 《Pogues 39》 발매했다. 오랜 기타리스트였던 필립 셰브론이 2013년 10월 사망했고, 포그스는 2014년 여름 마지막 라이브 공연을 했다. 이후 베이스 연주자 대린 헌트가 2022년 8월, 맥고원은 2023년 11월 사망했다.

## 멤버
- 스파이더 스테이시 – 보컬, 틴 휘슬 (1982–1996, 2001–2014)
- 젬 파이너 – 밴조, 만돌라, 색소폰, 허디거디, 기타, 보컬 (1982–1996, 2001–2014)
- 제임스 펀리 – 아코디언, 만돌린, 피아노, 기타 (1982–1993, 2001–2014)
- 셰인 맥고원 – 보컬, 기타, 밴조, 보드란 (1982–1991, 2001–2014; 2023년 사망)
- 앤드류 랜컨 – 드럼, 퍼커션, 하모니카, 보컬 (1982–1996, 2001–2014)
- 대릴 헌트 – 베이스 (1986–1996, 2001–2014; 2022년 사망)
- 테리 우즈 – 만돌린, 시턴, 콘서티나, 기타, 보컬 (1986–1993, 2001–2014)
- 카이트 오리오던 – 베이스, 보컬 (1982–1986, 2004)
- 필립 셰브론 – 기타, 보컬, 만돌린, 밴조 (1985–1994, 2001–2013; 2013년 사망)
- 조 스트러머 – 보컬, 기타 (1991–1992; 1987년에는 미국에서 필 셰브론 역 대체; 2002년 사망)
- 데이브 쿨터 – 만돌린, 바이올린, 우쿨렐레, 퍼커션 (1993–1996)
- 제임스 맥낼리 – 아코디언, 휘파람, 퍼커션 (1993–1996)
- 제이미 클라크 – 기타, 보컬 (1994–1996)

## 디스코그래피
- Red Roses for Me (1984)
- Rum Sodomy & the Lash (1985)
- If I Should Fall from Grace with God (1988)
- Peace and Love (1989)
- Hell's Ditch (1990)
- Waiting for Herb (1993)
- Pogue Mahone (1996)